# Moldavsko-muntenské Karpaty
Moldavsko-muntenské Karpaty (polsky Karpaty Mołdawsko-Munteńskie, rumunsky Munții Carpați ai Moldo-Munteniei) představují oblast (resp. subprovincii) ve Vnějších Východních Karpatech podle polského geomorfologického členění Jerzyho Kondrackého. Více méně odpovídají rumunské části Vnějších Východních Karpat.
Rumunské členění nepočítá s hierarchií podobnou té české, slovenské a polské. Rumunskou část Východních Karpat nedělí na vnitřní a vnější pásmo, ale na tři skupiny pohoří od severu k jihu:
- Carpații Maramureșului și Bucovinei (Maramurešské a Bukovinské Karpaty)
- Carpații Moldo-Transilvani (Moldavsko-transylvánské Karpaty)
- Carpații de Curbură (Obloukové Karpaty)

Vnější Východní Karpaty, Moldavsko-muntenská oblast zvýrazněna červeně

Člení se na 9 mezoregionů (protože jde o polské členění, uvádíme vedle českého a rumunského i polský název a číslo mezoregionu):
- 524.1 Bukovinské Obciny (Obcinele Bukowińskie, Obcina Mestecănișului, Obcina Feredeului, Obcina Mare) – mezi údolími Suceavy a Moldovy, nejvyšší bod Pascan (1480)
- 524.2 Stânișoara – mezi údolími Moldavy a Bistrice, nejvyšší bod Bivol (1531)
- 524.3 Țarcău – mezi údolími Bistrice a Trotușe, nejvyšší bod Grinduș (1662)
- 524.4 Údolí Trotuše a Darmanești (Dolina Trotuszu i Kotlina Darmanești)
- 524.5 Ciuc (Góry Czukaski, Ciuc) – mezi údolím Trotuše a jeho přítoku Uz, nejvyšší bod Cărunta (1553)
- 524.6 Nemira (Góry Oituz) – mezi údolími Trotuše a Oituzu, nejvyšší bod Nemira (1648)
- 525.1 Vrancea (Góry Vrancei) – mezi údolími Oituzu a Bâsca Mare, nejvyšší bod Goru (1784)
- 525.2 Buzău (Góry Buzău) – nejvyšší úsek oblasti, mezi údolími Bâsca Mare a Doftany, nejvyšší bod Ciucaș (1954) ve stejnojmenném pohoří Ciucaș.
- 525.3 Gârbova (Góry Gârbova) – hraničí s Jižními Karpatami, mezi údolími Doftany a Prahovy, nejvyšší bod Neamțu (1923)